# Människor som du och jag
Människor som du och jag är ett studioalbum av den svenske sångaren Peter Jöback, utgivet den 19 september 2007. På albumlistorna placerade det sig som högst på 12:e plats i Norge och andra plats i Sverige.

## Låtförteckning
1. Intro
2. Balladen om det angenäma livet
3. Han är med mig nu
4. Stockholm i natt
5. Charlies tema
6. Sen du åkte bort
7. Inget vi får vill vi ha kvar
8. Hur hamnade jag här
9. Jag sjöng varje sång för dig
10. Under morgonljuset
11. Stoppa mig
12. Jag ångrar ingenting jag gjort
13. Tänk om jag hade fel
14. Juni, juli, augusti

## Listplaceringar
| Lista (2007-2008) | Topplacering |
| ----------------- | ------------ |
| Norge             | 12           |
| Sverige           | 2            |